# Омарова Гаміда Мамед-кизи
Гаміда Мамед-кизи Омарова (азерб. Həmidə Məmməd qızı Ömərova; нар. 25 квітня 1957, Баку) — азербайджанська акторка, Заслужена артистка Азербайджанської РСР (1988), Народна артистка Азербайджану (2005).

## Життєпис
Гаміда Омарова народилася 25 квітня 1957 року в Баку в родині вчителів іноземної мови. Її батьки познайомилися, навчаючись в одному університеті. Троє їх дітей померли в дитинстві. Коли народилася четверта дитина, батьки здійснили паломництво до святині «Софі-Гамід» поблизу селища Сангачал міста Баку, а дитину назвали на честь святилища — Гамідою. Батьки розлучилися в 1960 році, батько одружився вдруге і поїхав до свого рідного Казах. Омарова зростала з матір'ю і бабусею в Баку. Після закінчення середньої школи вступила на філологічний факультет Азербайджанського державного університету.
У 1975 році закінчивши перший курс, Гаміда Омарова пройшла іспит і стала однією з 15 (із 300 претендентів), зарахованих таким чином до Всесоюзного державного інституту кінематографії.
З 1977 року Гаміда Омарова знялася в понад 30 фільмах, ставши найуспішнішою азербайджанською акторкою 1980-х років. За межами Азербайджану вона відома роллю Теллі у фільмі «Не бійся, я з тобою» (1982, режисер Юлій Гусман).
У 1988 році Омарова отримала звання Заслуженої артистки Азербайджанської РСР. Після розпаду СРСР азербайджанська кіноіндустрія прийшла в занепад. Раптова професійна незатребуваність обернулася для Омарової, яка до цього могла зніматися в чотирьох фільмах одночасно, періодом глибокої депресії.
У 1992 році вона одружилася, народила сина. Одночасно Гаміда Омарова вела телевізійну програму «Ретро» — огляд класичних азербайджанських та зарубіжних фільмів.
З 2002 року Гаміда Омарова — авторка сценарію телепередачі «Кіноштрих». З 2007 року — ведуча телепередачі «Сеанс» на каналі ANS. З 2006 року очолює Спілку кінематографістів Азербайджану.

## Фільмографія
- 1980 — Золота прірва — Шафига
- 1980 — Хочу зрозуміти — Чинара
- 1980 — Вах! — Фатьма
- 1981 — Не бійся, я з тобою! — Теллі
- 1981 — Дорожня пригода — Зумруд
- 1981 — Дід діда мого діда — Зейнаб
- 1982 — Узеїр Гаджибеков — Малейкий
- 1982 — Нізамі — Афаг-Пері
- 1982 — Сріблястий фургон — Медіна
- 1982 — Тут тебе не зустріне рай — Нурізад
- 1983 — Дощ у свято — Парвін
- 1983 — Учитель музики — Шафига
- 1986 — Вир — Тамара
- 1989 — Рідні береги — Зивар
- 1991 — Остання любов Ширбали — Назли
- 1991 — Газельхан — Ханум
- 1991 — Запалаю у вогні очищення — Захра
- 1992 — В'язниця людожера (Іран) — Нурія
- 1998 — Кімната в готелі — Рафіга
- 2003 — Політ самотнього журавля — Гюльгяз
- 2007 — Кавказ — Циганка
- 2011 — Ultionis — Директорка
- 2011 — Не бійся, я з тобою! 1919 — Теллі